# 安新镇
安新镇，是中华人民共和国河北省保定市安新县下辖的一个乡镇级行政单位。

## 行政区划
安新镇下辖以下地区：
正义社区、雁翎社区、昌盛社区、育才社区、明珠社区、南合街村、留村、西里街村、小西街村、东刘街村、东明街村、北辛街村、北联街村、大张庄村、小张庄村、宋庄村、小田庄村、漾堤口村、北刘庄村、南刘庄村、泥李庄村、东杨庄村、大赵庄村、小赵庄村、郭里口村和王家寨村。